# Sarothrura watersi
Sarothrura watersi é uma espécie de ave da família Sarothruridae.
É endémica de Madagáscar.
Os seus habitats naturais são: pântanos e terras aráveis.
Está ameaçada por perda de habitat.